# Bản địa hóa
Bản địa hóa là hành vi làm một thứ nào đó có tính bản địa nhiều hơn; điều chỉnh một số dịch vụ, ý tưởng, v.v. sao cho phù hợp với văn hóa bản địa, đặc biệt là qua việc sử dụng nhiều người bản địa hơn trong thực hiện hành chính công, tuyển dụng và các lĩnh vực khác. Thuật ngữ này vốn được dùng bởi các nhà nhân loại học để mô tả quá trình người dân địa phương tiếp nhận những gì ở bên ngoài và biến chúng thành của họ (như: Phi châu hóa hoặc Mỹ hóa).